# Isola Karkarpko
L'isola Karkarpko (in russo: остров Каркарпко) è una piccola isola nel mare dei Ciukci, Russia; localmente è chiamata Emkekun.
Amministrativamente l'isola appartiene al Čaunskij rajon del Circondario autonomo della Čukotka.

## Geografia
L'isola si trova vicino alla costa della penisola dei Ciukci, 2 km a est di capo Vankarem, all'ingresso della laguna omonima e di fronte al villaggio di Vankarem. L'isola misura solo 600 m di lunghezza.
Karkarpko ha una postazione fissa di osservazione ambientale e di monitoraggio delle specie (orso polare, otaria, foca barbata, balena).